# Hangmat

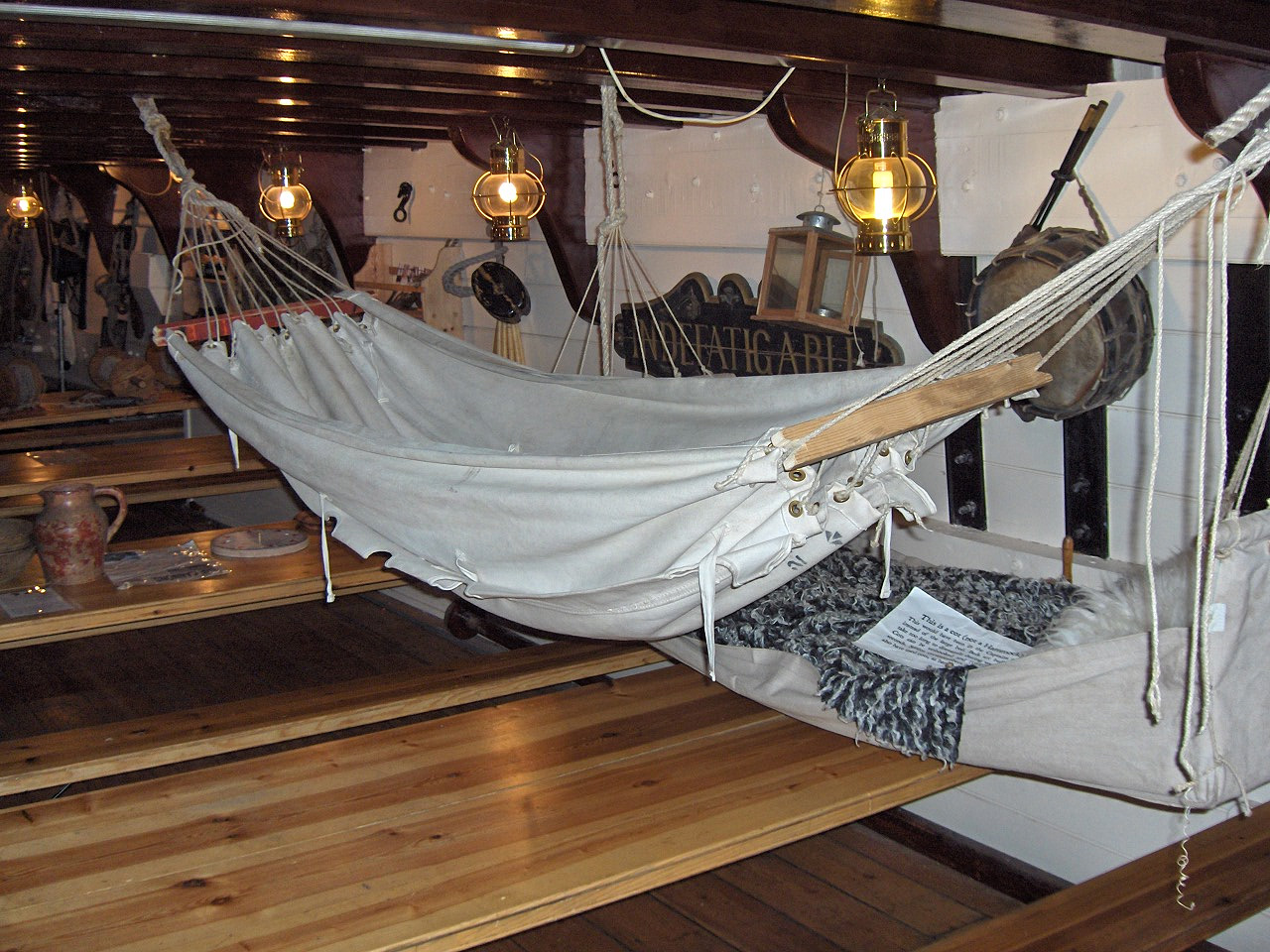
Hangmat

Een hangmat is een doek dat tussen twee bevestigingspunten wordt geknoopt. Hierop kan men liggen om te slapen of te luieren. Doordat de hangmat kan schommelen, wordt het liggen in een hangmat vaak als zeer ontspannend ervaren.

## Oorsprong

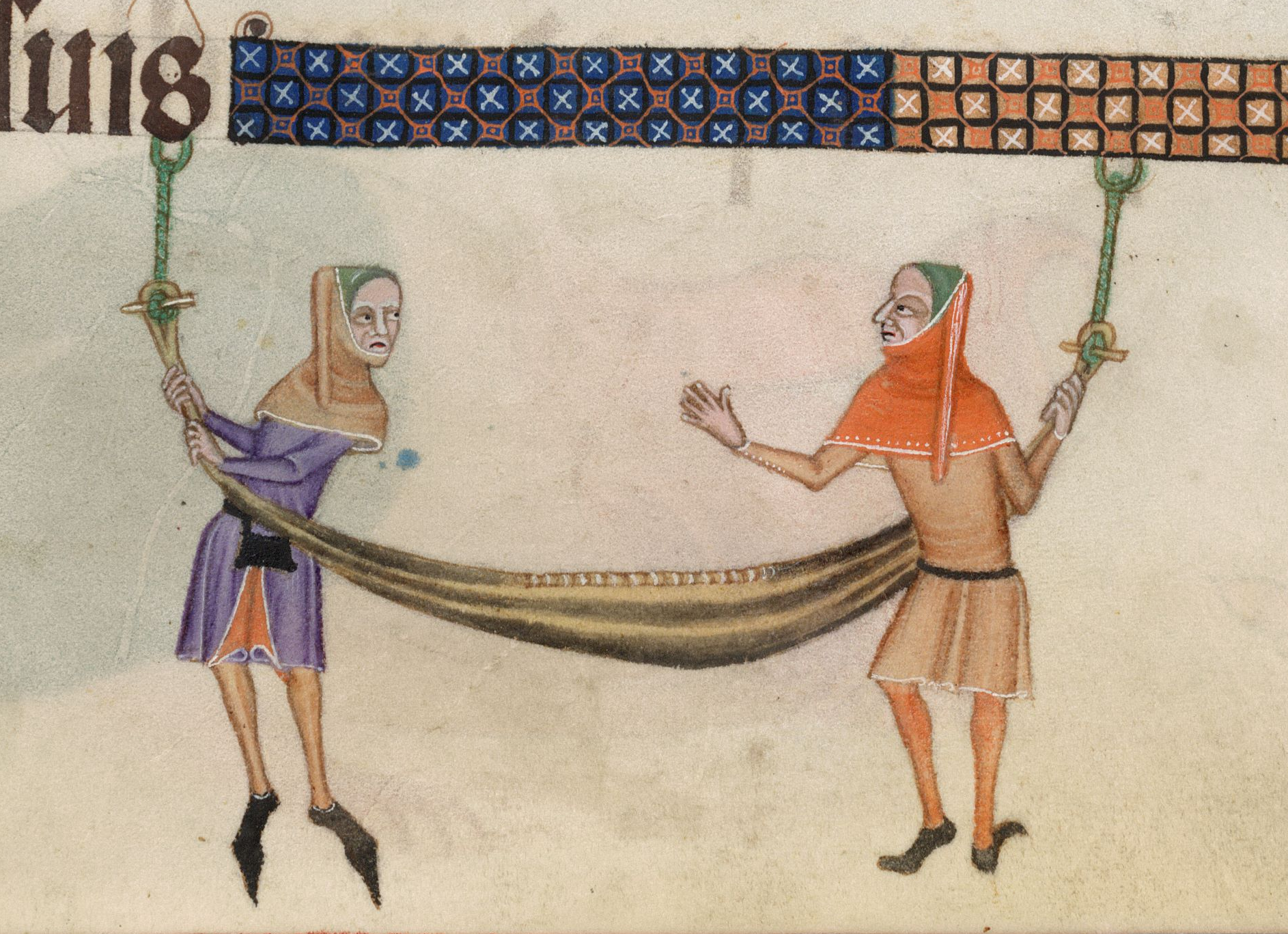
Hangmat in het Luttrell psalter (c. 1330)

Het woord hangmat zou uit het Taíno komen, van het woord hamaca. In het begin werd het hangmak genoemd, later werd dit, onder invloed van volksetymologie, hangmat. Hangmatten komen van de Indianen uit Zuid- en Midden-Amerika. Andere bronnen beweren dat de hangmat zijn oorsprong in Brazilië vindt.
Een hangmat wordt afgebeeld in het Luttrell psalter dat dateert uit circa 1330. De miniatuur in het middeleeuwse handschrift van Engeland bewijst het bestaan van hangmatten in Europa vóór de ontdekking van Amerika door Christoffel Columbus.
De indiaanse uitvinding werd door de Spanjaarden direct in gebruik genomen op hun zeilschepen.

## Gebruik
In Zuid- en Midden-Amerika is de hangmat een gewoon deel van het meubilair, dat zowel binnens- als buitenhuis wordt gebruikt: om in te rusten, dommelen of te slapen.
Brazilianen nemen hun hangmat mee als ze bij familie of vrienden blijven overnachten.
Hangmatten werden in het verleden op zeilschepen en ook nu nog door zeilers gebruikt. Ze nemen minder ruimte in dan een bed en door hun ophanging vangen ze de bewegingen van het schip op.

## Typen
Er zijn verschillende soorten hangmatten.
Zonder stokken
Dit is de oorspronkelijke vorm. In deze hangmatten hoort men overigens schuin te liggen. In de grootste matten kan men ook overdwars liggen. Hangmatten zonder stokken zijn te onderscheiden in drie soorten:
- Maya of Mexicaans: dit zijn geweven hangmatten met een open structuur die lijkt op een fijn visnet. Deze hangmatten worden gemaakt in de regio Yucatán.
- Braziliaans: dit zijn dichter geweven hangmatten, waarbij het liggedeelte een lap stof is. De echte Braziliaanse hangmat is met macramé aan het uiteinde van de stof afgewerkt.
- Colombiaans: deze hangmatten zijn het meest kleurrijk en worden nog vaak gemaakt door indianen. De hangmatten uit Colombia worden aan het uiteinde doorgevlochten. De hoogste kwaliteit Chinchorro-hangmatten wordt gemaakt door de Wayuu-indianen, die bij de exclusieve exemplaren soms tot 4 maanden bezig zijn om de hangmat met complexe technieken te weven.

Met stokken
Dit type komt men veel tegen in westerse landen. Het liggedeelte van dit type hangmat bevindt zich tussen twee stokken, die de stof (vaak katoen) of het net spreiden. Dergelijke hangmatten zijn goedkoper te produceren, maar hebben wel wat nadelen: ze zijn instabieler, minder comfortabel en zwaarder.

## Vergelijk
In het algemeen wordt door kenners de voorkeur aan hangmatten zonder stok de voorkeur gegeven: de doek of het net vormt zich naar het lichaam, de hangmatten ondersteunen het lichaam gelijkmatig en liggen daarom erg prettig. Verder zijn ze lichter, veel compacter om op te bergen en minder kwetsbaar.
Het grote voordeel van de hangmat met stok is dat deze, ook in ongebruikte toestand, gespreid blijft en er daardoor mooier uitziet. Voor marketingdoeleinden, waarbij de hangmat bedrukt wordt, wordt derhalve gewoonlijk aan hangmatten met stok de voorkeur gegeven.

## Ophanging
Oorspronkelijk werd een hangmat tussen twee palen of twee bomen opgehangen. Tegenwoordig zijn er ook hangmatstaanders of -standaarden, een houten of metalen frame waarin men de hangmat spant. De klus om een hangmat op te hangen is niet vanzelfsprekend en er zijn hangmatophangers die tegen betaling aan huis komen voor professionele bevestiging.